# Luigi Buglione di Monale
conte Luigi Buglione di Monale (Saluzzo, 14 novembre 1821 – Roma, 7 dicembre 1884) è stato un militare italiano.

## Biografia
Figlio di Michele e di Carolina Roero di Monticello, nel 1836 entra nella Scuola di marina di Genova uscendone nel 1837 a studi compiuti col grado di guardiamarina.
Prende parte alle campagne del 1848-49 e del 1860-61 conseguendo una medaglia d'argento al valor militare e l'ordine militare di Savoia.
Contrammiraglio nel 1868, vice ammiraglio nel 1879, è nominato Direttore generale dell'Arsenale Militare Marittimo della Spezia nel 1869, nell'anno in cui questo veniva portato a termine dal generale Domenico Chiodo.
È successivamente nominato Ammiraglio e comandante militare del Dipartimento marittimo della Spezia nel 1884.
È questo l'anno in cui la città della Spezia è colpita da un'epidemia di colera, originatasi nella Provenza francese e importata in città da navi provenienti da Marsiglia e Tolone. La Spezia viene chiusa da un cordone sanitario per evitare il propagarsi del contagio. Di Monale si adopera per il soccorso ai malati e il miglioramento delle condizioni igieniche della città.
Nominato senatore del Regno il 27 novembre 1884, muore a Roma pochi giorni dopo.